# Hemimenia
Hemimenia is een geslacht van wormmollusken uit de  familie van de Hemimeniidae.

## Soorten
- Hemimenia atlantica Salvini-Plawen, 2006
- Hemimenia cyclomyata Salvini-Plawen, 2006
- Hemimenia dorsosulcata Salvini-Plawen, 1978
- Hemimenia glandulosa Salvini-Plawen, 2006
- Hemimenia intermedia Nierstrasz, 1902